# Blaulappenhokko
Der Blaulappenhokko (Crax alberti) ist eine seltene, vom Aussterben bedrohte Vogelart aus der Familie der Hokkohühner (Cracidae). Er ist im Norden Kolumbiens beheimatet, wo seine Populationen gegenwärtig stark fragmentiert sind. Das Artepitheton bezieht sich auf Prinz Albert.

## Merkmale

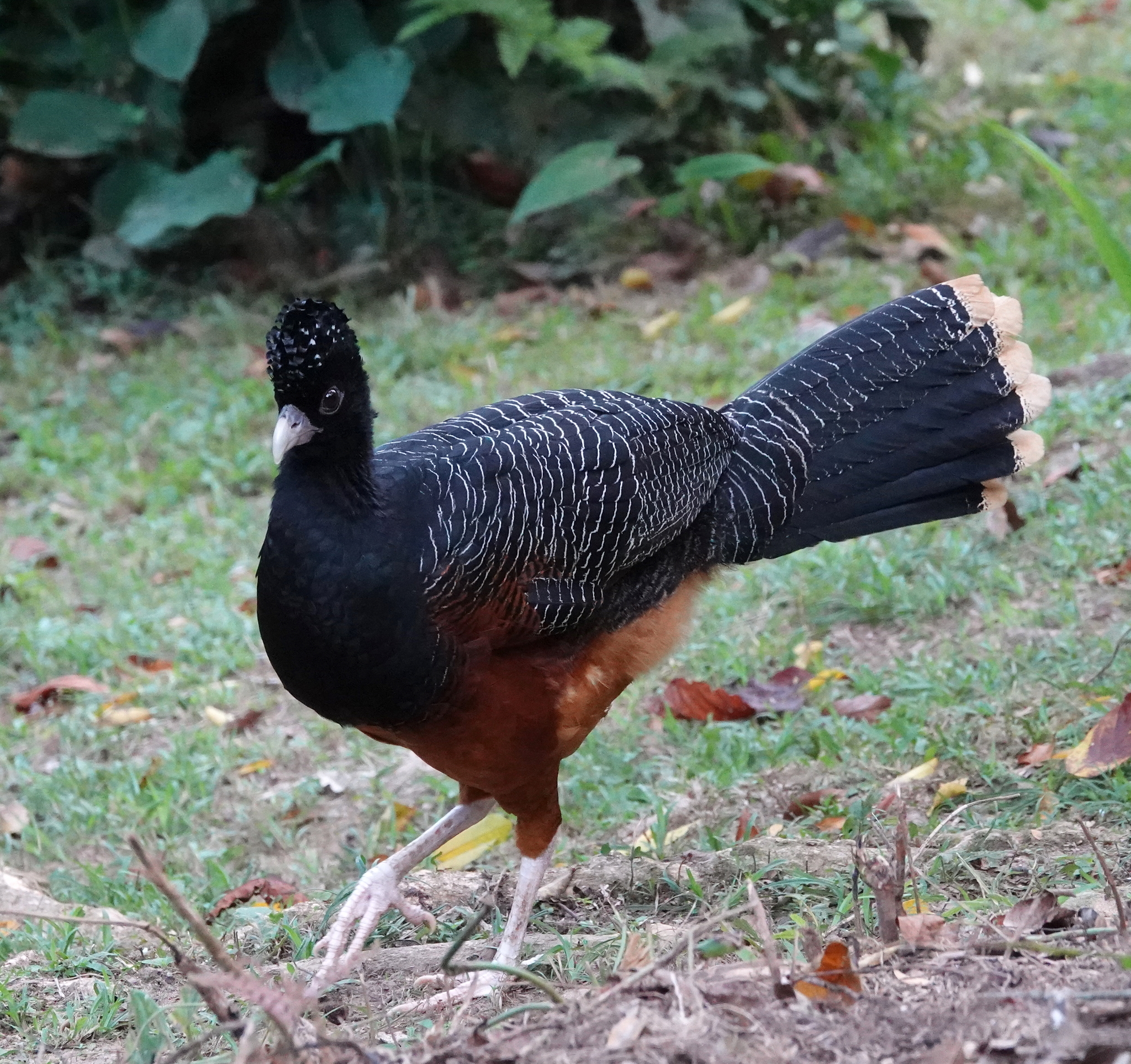
Blaulappenhokko, Weibchen

Der Blaulappenhokko erreicht eine Körperlänge von 82,5 bis 92,5 cm. Das Gesicht ist stark befiedert. Der ansonsten schwarze Schwanz hat eine weiße Spitze. Der Kamm ist gut entwickelt, aber kürzer und dicker als beim Tuberkelhokko (Crax rubra). Es herrscht ein starker Sexualdimorphismus vor. Beim Männchen ist der Kehllappen groß. Es gibt keinen Schnabelhöcker oder höchstens eine leichte Wölbung. Die Wachshaut und der Kehllappen sind leuchtend himmelblau. Das Gefieder ist schwarz mit leicht bläulichem oder grünlich-blauem Glanz. Bauch, Bürzel und Schenkel sind weiß. Der Schnabel ist hornfarben, an der Spitze heller. Die Beine sind dunkel orchideenfarben, hinten am Fußgelenk dunkler, nahezu violett. An der Vorderseite der Fußwurzel ist ein gelblicher Anflug. Die Iris ist schwärzlich. Beim Weibchen gibt es zwei Gefiedermorphe, eine rötliche und eine seltenere schwarz-weiße. Von letzterer sind nur zwei Exemplare von den nördlichen Hängen der Sierra Nevada de Santa Marta bekannt, die 1872 von Philip Lutley Sclater als Crax incommoda beschrieben wurde. Der eigentliche Typus von C. incommoda erwies sich später als ungewöhnliches Exemplar des Gelblappenhokkos (Crax daubentoni). Der Ornithologe Walter Edmond Clyde Todd nahm an, dass es sich bei der schwarz-weißen Morphe des Blaulappenhokkos um eine neue, kleinere Art handelte, die er 1915 als Crax annulata beschrieb. Das zweite seiner beiden Exemplare war ein unreifes Männchen, das noch einige weiße Kammstreifen aufwies. Charles Vaurie wies 1967 nach, dass es sich bei C. annulata um eine Farbmorphe des Weibchens von Crax alberti handelte. Beide Morphe gehen offenbar ineinander über, da eines der Exemplare eine Zwischenform repräsentiert. Bei der rötlichen Gefiedermorphe sind der Kopf, der Hals und der Vorderkörper schwarz. Der Kamm hat zwei weiße Streifen. Rücken, Schwanz und Schultern sind schwarz, mit regelmäßigen schmalen weißen Binden im Abstand von etwa 2,5 cm. Der Schwanz hat eine bräunliche Spitze von etwa 2,5 cm Breite. Die Grundfedern und ihre Deckfedern sind hell rötlich. Die Federkiele haben kleine schwärzlichen Spitzen. Die Innenfahnen der inneren Grundfedern sind mattschwarz und weiß marmoriert. Die Unterbrust ist schwärzlich mit weißem oder kastanienbraunem Streifen. Die übrige Unterseite ist reichlich kastanienbraun, am Bauch heller. Der Schnabel und die Beine sind gelblich-strohfarben. Bei der schwarz-weiß gebänderten Morphe sind die weißen Binden des Kammes breiter und gehen manchmal ineinander über, sodass die gesamte Kammmitte weiß ist. Die weiße Bänderung auf der Oberseite ist stark reduziert und fehlt manchmal ganz im Schwanzgefieder. Die Hauptfederkiele sind schwarz und an den Außenfahnen weiß gestreift. Die Unterseite ist viel umfangreicher mit schwärzlichen Streifen gebändert auf einer Grundfarbe, die von weiß bis gelbbraun variiert.

## Systematik
Der Blaulappenhokko galt zeitweise als Unterart des Gelblappenhokkos. In Gefangenschaft wurde er mit C. rubra und C. fasciolata gekreuzt, wobei Hybride mit grüner Wachshaut entstanden. Die Art C. viridirostris mit grüner Wachshaut, von der man annahm, dass sie ein anormales Exemplar des Blaulappenhokkos oder eine Hybride zwischen ihr und einer verwandten Art repräsentiert, hat sich durch mtDNA-Sequenzierung als ein abweichender Gelblappenhokko oder eine Hybride zwischen diesem und einem anderen Hokkoart erwiesen. Andererseits stellte sich ein morphologisch ähnliches Exemplar aus einer mexikanischen Voliere, das angeblich in Bolivien erworben und als C. estudilloi beschrieben wurde, als abweichendes Individuum von C. alberti heraus, obwohl es möglicherweise das Ergebnis einer Paarung zwischen einem Weibchen des Blaulappenhokkos und einer verwandten Art war.

## Verbreitung
Das Verbreitungsgebiet ist auf das nördliche Kolumbien beschränkt. Die Art überlebt derzeit nur in einigen wenigen Waldresten von La Guajira und Magdalena südlich bis Antioquia und dem Westen Boyacás.

## Lebensraum
Der Blaulappenhokko bewohnt feuchte, ungestörte Waldvorkommen im Tiefland und in den Vorgebirgen sowie an den unteren Berghängen der tropischen und oberen tropischen Zonen. In der Vergangenheit kam er in Höhenlagen von bis zu 1200 m vor, heute ist er eher unterhalb von 600 m anzutreffen.

## Nahrungsverhalten
Es liegen nur sehr wenige Informationen über die Ernährung vor. Zum Nahrungsangebot zählen die hartschaligen Früchte von Hülsenfrüchtlern (Fabaceae), Würmer und Insekten. Zur Unterstützung der Verdauung nimmt er Sandkörner und kleine Steine zu sich. Er geht hauptsächlich auf dem Boden auf Nahrungssuche.

## Stimme
Die Männchen geben Dröhnlaute von sich, wobei jede Phrase eine 4- bis 5-silbige Reihe tiefer Töne darstellt, die etwa 5 Sekunden dauert und ständig wiederholt wird. Es gibt hmm...hmh...hmm...hmm...hmh-Laute, wobei der zweite und fünfte Ton am tiefsten und kürzesten ist und der erste und dritte Ton stärker betont werden und von einer kurzen Pause gefolgt wird. Die Rufe können bis zu zwei Stunden andauern. Zudem gibt er (bei beiden Geschlechtern) einen weichen, hohen Alarmpfiff, der sich wie peh-weeeéoh oder pehoo anhört, von sich, der in eine Reihe von Pfiffen übergehen kann.

## Fortpflanzungsverhalten
Die Brutsaison erstreckt sich von Mitte Dezember bis Anfang März im Nordosten von Antioquia. Erwachsene mit Küken wurden von März bis August beobachtet und Jungvögel im Juli in der Umgebung der Sierre Nevada de Santa Marta. Vögel mit vergrößerten Keimdrüsen wurden im Februar und April gesammelt. Die Art lebt offenbar monogam. Das Nest ist ein großes Gebilde aus Stöcken und abgestorbenen Blättern, versteckt in einem dichten Gewirr aus Lianen und Ranken, in Höhen zwischen Unterholz und dem unteren Blätterdach. Zwei entdeckte Nester befanden sich 1,9 bis 4 m über dem Boden. Eines hatte einen Durchmesser von 80 cm und war 20 cm hoch. Das Gelege besteht aus zwei weißen Eiern. Weitere Informationen sind nicht verfügbar.

## Status
Die IUCN klassifiziert den Blaulappenhokko in der Kategorie „vom Aussterben bedroht“ (critically endangered). Die Gesamtpopulation wird derzeit auf 1000 bis 2500 Exemplare geschätzt. Frühere Schätzungen gingen sogar nur von 150 bis 700 Individuen aus. Obwohl die Art nie als häufig bekannt war, hat sie einen ernsthaften Rückgang erlitten und gilt nun im größten Teil ihres früheren Verbreitungsgebiets als ausgestorben, vom Fuß der Sierra Nevada de Santa Marta im Westen bis zum Sinú-Tal und im Süden des Río-Magdalena-Tals bis zum Norden von Tolima. Zwischen 1978 und 1993 gab es keine Aufzeichnungen aus Antioquia. In den 1970er Jahren war bekannt, dass die Art in der Serranía de San Jacinto, Bolívar, überlebte, wenn auch in sehr geringer Zahl. Vier Vögel, vermutlich aus freier Wildbahn, wurden 1987 illegal nach Japan eingeführt. Der Blaulappenhokko galt in der Region Santa Marta als ausgestorben, wurde aber inzwischen an 17 Orten wiederentdeckt, hauptsächlich am Nordhang, aber auch im Ökopark Besotes am Südhang, im Reservat El Congo sowie im Nationalpark Tayrona. Zwei der wenigen großen Tieflandwälder in seinem Verbreitungsgebiet haben in den 2000er Jahren Nachweise erbracht: Standorte am Westhang der Serranía de San Lucas, Antioquia (einschließlich des Reservats Bajo Cauca-Nechí), und die Serranía de las Quinchas, Boyacá, wobei letzteres Gebiet als Hochburg gilt. Geschätzte 250 Individuen sind jetzt teilweise im Vogelschutzgebiet El Paujíl geschützt.
Weitere neuere Nachweise (1990er Jahre oder später) stammen aus La Terretera bei Alto Sinú, Serranía de San Jacinto, Bolívar und Serranía de San Jerónimo in der Pufferzone des Paramillo-Nationalparks. Abholzung und Jagd sind die Hauptursachen für den Rückgang der Art. In den 1960er Jahren schritt die Zerstörung der Tieflandwälder im gesamten Verbreitungsgebiet rasch voran, vor allem im Zusammenhang mit der Landwirtschaft. Damals war der Wald auf die Bergrücken bei Puerto Valdivia beschränkt, während er in den 1970er Jahren nur noch in einigen tiefen Tälern der Serranía de San Jacinto vorhanden war. Der Jagddruck war in den 1940er Jahren in der Region Santa Marta sehr hoch, und dies galt wahrscheinlich für das gesamte Verbreitungsgebiet. Eine kleine Anzahl (18 in den frühen 2000er Jahren) wird in einigen wenigen Sammlungen in Gefangenschaft gehalten. In mehreren dieser Sammlungen ist die Zucht erfolgreich. Diese Vögel könnten als Bestand für die Entwicklung eines umfassenden Wiederansiedlungsplans dienen. Der Blaulappenhokko ist in Anhang III des Washingtoner Artenschutzübereinkommens gelistet.